# ファンデルワールス半径
ファンデルワールス半径（ファンデルワールスはんけい、英: van der Waals radius）とは、原子の大きさを表現するための尺度のひとつである。実際の原子は非常に小さい原子核とその周囲を取り巻く電子雲からなる非常に疎な構造を持つが、原子がある半径以内では堅いものと想定することで様々な用途に応用できる。提唱者ファン・デル・ワールス (Van der Waals) の名前からこの名が付いた。
ファンデルワールス力によって単体の結晶をつくる元素について、隣接する原子同士の距離を2で割ることで算出される。原子同士の距離は、X線回折等を利用して計測する。
- 金属原子については金属結合の距離、ハロゲン等についてはイオン結合の距離で原子の大きさを表現する。